# Franciszek Szymczyk
Franciszek Ksawery Szymczyk (Lviv, Ucraïna, 21 de febrer de 1892 - Varsòvia, 5 de novembre de 1976) va ser un ciclista polonès que va prendre part en els Jocs Olímpics de París de 1924. Es dedicà al ciclisme en pista.
En aquests Jocs va participar en la prova de persecució per equips, fent equip amb Tomasz Stankiewicz, Józef Lange i Jan Lazarski, guanyant la medalla de plata, per darrere l'equip italià; i en la velocitat individual, quedant eliminat en la repesca.

## Palmarès
- 1921
  -  Campió de Polònia de velocitat individual
- 1922
  -  Campió de Polònia de velocitat individual
- 1924
  -  Medalla de plata als Jocs Olímpics de París en persecució per equips